# Беркут-кала
Беркут-кала (узб. Burgut qalʼa) — руины древней хорезмийской крепости, центра одной из самых богатых доисламскими замками областей Хорезма — древнего Беркуткалинского оазиса.
К Беркут-кале тяготеют прочие многочисленные замки оазиса, различные по размерам и по устройству. Было определено, что в Беркуткалинской долине вдоль древнего канала на площади длинною 25 километров и шириной 2-3 километров располагалось более 800 укрепленных замков и дворцов. На территории, которая на севере доходила до крепости Кыргыз-кала, на юге до Тешик-кала, находились замки и дома мелких дехкан, которые были окружены высокими оборонительными стенами со стреловидными бойницами через каждые 100—200 метров. Исследователь различает здесь усадьбы с донжоном (так именуется само здание замка), усадьбы без донжона и отдельно стоящие здания, замки без вынесенных наружу укреплений или постройки какого-то особого назначения.
Замок-кешк самой крепости возвышается на её юго-восточном углу. Он сравнительно невелик (18х18 метров в плане), поднят на пахсово-сырцовый цоколь высотой 8 метров. Плохо сохранился. Узкий тупиковый коридор со входом на западной стороне делил здание на две части. Одна изолированная комната была оборудована трёхсторонней суфой, торцы которой у входа закрывались поперечными стенками-ширмами, — приём, обычный для Мавераннахра, но редкий в Хорезме. Северо-западный угол здания занимал сырцовый массив с квадратной полостью посредине 3×3 метров, уходящей глубоко вниз. Пол здесь не был найден даже на глубине 8,6 метров. Массив, похожий на зиндан (подземную тюрьму), оказался следствием перестройки, а наклонная южная стена полости — частью первоначальной фасадной стены замка. Наружные стены раннего замка Беркут-калы были такой же скромной толщины, что и внутренние — только 90 см, — при перестройке их так основательно расширили, что внутри новых стен поместился узкий круговой коридор, который на южной стороне заканчивался лестницей, спускающейся к соколью. Перестроенный замок датируется VIII веком.